# 19160 Chikayoshitomi
19160 Chikayoshitomi è un asteroide della fascia principale. Scoperto nel 1990, presenta un'orbita caratterizzata da un semiasse maggiore pari a 2,2378126 UA e da un'eccentricità di 0,1972931, inclinata di 4,09801° rispetto all'eclittica.